# باستفورد (کنتیکت)
باستفورد (به انگلیسی: Botsford) یک منطقهٔ مسکونی در ایالات متحده آمریکا است که در شهرستان فیرفیلد، کنتیکت واقع شده‌است.